# Говорящий барабан
Говорящий барабан — африканский барабан для передачи информации на большие расстояния языком ритма и тонов (звуками различной высоты). Корпус в форме песочных часов. С обоих концов находится мембрана, натягиваемая верёвками. Во время игры барабан держат под мышкой, ударяют и сдавливают рукой верёвки посередине, что изменяет натяжение мембраны и высоту её звучания.
Обычно используется два барабана: дундун с высоким, и ганган — с низким тоном. В Нигерии составляют комплект из 5 таких барабанов.